# (2991) Bilbo
(2991) Bilbo es un asteroide perteneciente al cinturón de asteroides descubierto por Martin Watt el 21 de abril de 1982 desde la Estación Anderson Mesa, en Flagstaff, Estados Unidos.

## Designación y nombre
Bilbo fue designado inicialmente como 1982 HV.
Posteriormente, en 1996, a propuesta de Gareth V. Williams, se nombró por Bilbo Bolsón, personaje principal de la novela El Hobbit del escritor británico J. R. R. Tolkien.

## Características orbitales
Bilbo orbita a una distancia media de 2,337 ua del Sol, pudiendo alejarse hasta 2,854 ua y acercarse hasta 1,82 ua. Tiene una excentricidad de 0,2212 y una inclinación orbital de 5,151 grados. Emplea 1305 días en completar una órbita alrededor del Sol.

## Características físicas
La magnitud absoluta de Bilbo es 13,6 y el periodo de rotación de 4,064 horas.